# Humboldt (Dakota Południowa)
Humboldt – miasto w Stanach Zjednoczonych, w stanie Dakota Południowa, w hrabstwie Minnehaha.